# À travers le Hageland 2021
La 16e édition d'À travers le Hageland, une course cycliste masculine sur route, a lieu en Belgique le 5 juin 2021. L'épreuve est disputée sur 177 kilomètres entre Aarschot et Diest. Elle fait partie du calendrier UCI ProSeries 2021 (deuxième niveau mondial) en catégorie 1.Pro et de la Coupe de Belgique de cyclisme sur route 2021.
L'épreuve est remportée le Norvégien Rasmus Tiller (Uno-X Pro), devant ses compagnons d'échappée Danny van Poppel, Yves Lampaert et le vainqueur de la précédente édition Jonas Rickaert.

## Équipes participantes
| WorldTeams (4)- Cofidis - Deceuninck-Quick Step - Intermarché-Wanty-Gobert Matériaux - Team DSM ProTeams (8)- Alpecin-Fenix - Arkéa-Samsic - B&B Hotels p/b KTM - Bingoal Pauwels Sauces WB - Team Novo Nordisk - Sport Vlaanderen-Baloise - Total Direct Énergie - Uno-X Pro Cycling Team Équipes continentales (8)- BEAT Cycling - Baloise-Trek Lions - Lviv - Pauwels Sauzen-Bingoal - Riwal - Tarteletto-Isorex - VolkerWessels Cycling Team - Xelliss-Roubaix Lille Métropole |
| |

## Classements

### Classement final
| \| Classement général \| Classement général \| Classement général \| Classement général \| Classement général \| \| Coureur \| Coureur \| Pays \| Équipe \| Temps \| \| ------------------ \| -------------------- \| ------------------ \| ---------------------------------- \| ------------------ \| \| 1er \| Rasmus Tiller \| Norvège \| Uno-X Pro Cycling Team \| 3 h 58 min 27 s \| \| 2e \| Danny van Poppel \| Pays-Bas \| Intermarché-Wanty-Gobert Matériaux \| + 1 s \| \| 3e \| Yves Lampaert \| Belgique \| Deceuninck-Quick Step \| + 2 s \| \| 4e \| Jonas Rickaert \| Belgique \| Alpecin-Fenix \| + 2 s \| \| 5e \| Piet Allegaert \| Belgique \| Cofidis \| + 2 s \| \| 6e \| Connor Swift \| Royaume-Uni \| Arkéa-Samsic \| + 5 s \| \| 7e \| Boy van Poppel \| Pays-Bas \| Intermarché-Wanty-Gobert Matériaux \| + 16 s \| \| 8e \| Dries Van Gestel \| Belgique \| Total Direct Énergie \| + 47 s \| \| 9e \| Tim Merlier \| Belgique \| Alpecin-Fenix \| + 51 s \| \| 10e \| Kristoffer Halvorsen \| Norvège \| Uno-X Pro Cycling Team \| + 51 s \| |                      |             |                                    |                 |
| |                      |             |                                    |                 |
| Source : ProCyclingStats |                      |             |                                    |                 |
| Classement général |                      |             |                                    |                 |
| Coureur | Coureur              | Pays        | Équipe                             | Temps           |
| 1er | Rasmus Tiller        | Norvège     | Uno-X Pro Cycling Team             | 3 h 58 min 27 s |
| 2e | Danny van Poppel     | Pays-Bas    | Intermarché-Wanty-Gobert Matériaux | + 1 s           |
| 3e | Yves Lampaert        | Belgique    | Deceuninck-Quick Step              | + 2 s           |
| 4e | Jonas Rickaert       | Belgique    | Alpecin-Fenix                      | + 2 s           |
| 5e | Piet Allegaert       | Belgique    | Cofidis                            | + 2 s           |
| 6e | Connor Swift         | Royaume-Uni | Arkéa-Samsic                       | + 5 s           |
| 7e | Boy van Poppel       | Pays-Bas    | Intermarché-Wanty-Gobert Matériaux | + 16 s          |
| 8e | Dries Van Gestel     | Belgique    | Total Direct Énergie               | + 47 s          |
| 9e | Tim Merlier          | Belgique    | Alpecin-Fenix                      | + 51 s          |
| 10e | Kristoffer Halvorsen | Norvège     | Uno-X Pro Cycling Team             | + 51 s          |

### Classements UCI
La course attribue des points au Classement mondial UCI 2021 selon le barème suivant.
| Position           | 1er | 2e  | 3e  | 4e  | 5e | 6e | 7e | 8e | 9e | 10e | 11e | 12e | 13e | 14e | 15e | 16e à 30e | 31e à 40e |
| Classement général | 200 | 150 | 125 | 100 | 85 | 70 | 60 | 50 | 40 | 35  | 30  | 25  | 20  | 15  | 10  | 5         | 3         |